# Haines City
Haines City är en stad (city) i Polk County, i delstaten Florida, USA. Enligt United States Census Bureau har staden en folkmängd på 20 807 invånare (2011) och en landarea på 47,6 km².